# Leucanitis albofasciata
Leucanitis albofasciata là một loài bướm đêm trong họ Noctuidae.